# Senatori dell'Ohio
L'Ohio è entrato a far parte degli Stati Uniti d'America a partire dal 1º marzo 1803. I Senatori del Ohio appartengono alle classi 1 e 3. Gli attuali senatori sono il democratico Sherrod Brown e il repubblicano J. D. Vance. L'Ohio è uno dei sei stati, che ha una rappresentazione mista nel senato, ed è lo stato, se escludiamo il Vermont in cui entrambi i senatori fanno caucus con il partito democratico, da più tempo che fa parte di questo gruppo.

## Elenco

### Classe 1
| N.                                       | Foto                                     | Senatore                                 | Partito                                  | Carica                                   | Carica                                   | Congresso                                            | Mandato                                             | Storia elettorale                                                         |
| N.                                       | Foto                                     | Senatore                                 | Partito                                  | Inizio                                   | Termine                                  | Congresso                                            | Mandato                                             | Storia elettorale                                                         |
| ---------------------------------------- | ---------------------------------------- | ---------------------------------------- | ---------------------------------------- | ---------------------------------------- | ---------------------------------------- | ---------------------------------------------------- | --------------------------------------------------- | ------------------------------------------------------------------------- |
| 1                                        |                                          | John Smith                               | Democratico- Repubblicano                | 1 aprile 1803                            | 25 aprile 1808                           | 8                                                    | 1⁄2                                                 | Eletto all'ammissione Dimessosi                                           |
| 1                                        | 9                                        | John Smith                               | Democratico- Repubblicano                | 1 aprile 1803                            | 25 aprile 1808                           |                                                      | 1⁄2                                                 | Eletto all'ammissione Dimessosi                                           |
| 1                                        | 10                                       | John Smith                               | Democratico- Repubblicano                | 1 aprile 1803                            | 25 aprile 1808                           |                                                      | 1⁄2                                                 | Eletto all'ammissione Dimessosi                                           |
| Vacante                                  | Vacante                                  | Vacante                                  | Vacante                                  | 25 aprile 1808                           | 12 dicembre 1808                         |                                                      | 1⁄2                                                 |                                                                           |
| 2                                        |                                          | Return J. Meigs, Jr.                     | Democratico- Repubblicano                | 12 dicembre 1808                         | 8 dicembre 1810                          | Eletto per terminare il mandato                      | 1⁄2                                                 |                                                                           |
| 2                                        | 11                                       | Return J. Meigs, Jr.                     | Democratico- Repubblicano                | 12 dicembre 1808                         | 8 dicembre 1810                          | 1⁄2                                                  | Eletto nel 1808 Dimessosi per diventare Governatore |                                                                           |
| Vacante                                  | Vacante                                  | Vacante                                  | Vacante                                  | 8 dicembre 1810                          | 15 dicembre 1810                         | 1⁄2                                                  |                                                     |                                                                           |
|                                          | 11                                       |                                          | Thomas Worthington                       | Democratico- Repubblicano                | 15 dicembre 1810                         | 1⁄2                                                  | 1 dicembre 1814                                     | Eletto per terminare il mandato Dimessosi per diventare Governatore       |
| 3                                        | 12                                       |                                          | Thomas Worthington                       | Democratico- Repubblicano                | 15 dicembre 1810                         | 1⁄2                                                  | 1 dicembre 1814                                     | Eletto per terminare il mandato Dimessosi per diventare Governatore       |
| 3                                        | 13                                       |                                          | Thomas Worthington                       | Democratico- Repubblicano                | 15 dicembre 1810                         | 1⁄2                                                  | 1 dicembre 1814                                     | Eletto per terminare il mandato Dimessosi per diventare Governatore       |
| Vacante                                  | Vacante                                  | Vacante                                  | Vacante                                  | 1 dicembre 1814                          | 10 dicembre 1814                         | 1⁄2                                                  |                                                     |                                                                           |
| 4                                        |                                          | Joseph Kerr                              | Democratico- Repubblicano                | 10 dicembre 1814                         | 3 marzo 1815                             | 1⁄2                                                  | Eletto per terminare il mandato Ritiratosi          |                                                                           |
| 5                                        |                                          | Benjamin Ruggles                         | Democratico- Repubblicano                | 4 marzo 1815                             | 3 marzo 1833                             | 14                                                   | 1                                                   | Eletto nel 1815                                                           |
| 5                                        | 15                                       | Benjamin Ruggles                         | Democratico- Repubblicano                | 4 marzo 1815                             | 3 marzo 1833                             |                                                      | 1                                                   | Eletto nel 1815                                                           |
| 5                                        | 16                                       | Benjamin Ruggles                         | Democratico- Repubblicano                | 4 marzo 1815                             | 3 marzo 1833                             |                                                      | 1                                                   | Eletto nel 1815                                                           |
| 5                                        | 17                                       | Benjamin Ruggles                         | Democratico- Repubblicano                | 4 marzo 1815                             | 3 marzo 1833                             | 2                                                    | Rieletto nel 1821                                   |                                                                           |
| 5                                        | 18                                       | Benjamin Ruggles                         | Democratico- Repubblicano                | 4 marzo 1815                             | 3 marzo 1833                             | 2                                                    | Rieletto nel 1821                                   |                                                                           |
| 5                                        | Anti-Jacksoniano                         | Benjamin Ruggles                         | 19                                       | 4 marzo 1815                             | 3 marzo 1833                             | 2                                                    | Rieletto nel 1821                                   |                                                                           |
| 5                                        | Anti-Jacksoniano                         | Benjamin Ruggles                         | 20                                       | 4 marzo 1815                             | 3 marzo 1833                             | 3                                                    | Rieletto nel 1827 Ritiratosi                        |                                                                           |
| 5                                        | Anti-Jacksoniano                         | Benjamin Ruggles                         | 21                                       | 4 marzo 1815                             | 3 marzo 1833                             | 3                                                    | Rieletto nel 1827 Ritiratosi                        |                                                                           |
| 5                                        | Anti-Jacksoniano                         | Benjamin Ruggles                         | 22                                       | 4 marzo 1815                             | 3 marzo 1833                             | 3                                                    | Rieletto nel 1827 Ritiratosi                        |                                                                           |
| 6                                        |                                          | Thomas Morris                            | Jacksoniano                              | 4 marzo 1833                             | 3 marzo 1839                             | 23                                                   | 1                                                   | Eletto nel 1833 Ha perso la rielezione                                    |
| 6                                        | 24                                       | Thomas Morris                            | Jacksoniano                              | 4 marzo 1833                             | 3 marzo 1839                             |                                                      | 1                                                   | Eletto nel 1833 Ha perso la rielezione                                    |
| 6                                        | Democratico                              | Thomas Morris                            | 25                                       | 4 marzo 1833                             | 3 marzo 1839                             |                                                      | 1                                                   | Eletto nel 1833 Ha perso la rielezione                                    |
| 7                                        |                                          | Benjamin Tappan                          | Democratico                              | 4 marzo 1839                             | 3 marzo 1845                             | 26                                                   | 1                                                   | Eletto nel 1838 Ritiratosi                                                |
| 7                                        | 27                                       | Benjamin Tappan                          | Democratico                              | 4 marzo 1839                             | 3 marzo 1845                             |                                                      | 1                                                   | Eletto nel 1838 Ritiratosi                                                |
| 7                                        | 28                                       | Benjamin Tappan                          | Democratico                              | 4 marzo 1839                             | 3 marzo 1845                             |                                                      | 1                                                   | Eletto nel 1838 Ritiratosi                                                |
| 8                                        |                                          | Thomas Corwin                            | Whig                                     | 4 marzo 1845                             | 20 luglio 1850                           | 29                                                   | 1⁄2                                                 | Eletto nel 1844 Rassegnò le dimissioni per diventare Segretario al Tesoro |
| 8                                        | 30                                       | Thomas Corwin                            | Whig                                     | 4 marzo 1845                             | 20 luglio 1850                           |                                                      | 1⁄2                                                 | Eletto nel 1844 Rassegnò le dimissioni per diventare Segretario al Tesoro |
| 8                                        | 31                                       | Thomas Corwin                            | Whig                                     | 4 marzo 1845                             | 20 luglio 1850                           |                                                      | 1⁄2                                                 | Eletto nel 1844 Rassegnò le dimissioni per diventare Segretario al Tesoro |
| 9                                        |                                          | Thomas Ewing                             | Whig                                     | 20 luglio 1850                           | 3 marzo 1851                             | Nominato per terminare il mandato Ha perso la nomina | 1⁄2                                                 |                                                                           |
| Vacante                                  | Vacante                                  | Vacante                                  | Vacante                                  | 4 marzo 1851                             | 15 marzo 1851                            | 32                                                   | 1                                                   | Elezione non riuscita                                                     |
|                                          |                                          | Benjamin Wade                            | Whig                                     | 15 marzo 1851                            | 3 marzo 1869                             | 32                                                   | 1                                                   | Eletto nel 1851                                                           |
| 10                                       | 33                                       | Benjamin Wade                            | Whig                                     | 15 marzo 1851                            | 3 marzo 1869                             |                                                      | 1                                                   | Eletto nel 1851                                                           |
| 10                                       | Repubblicano                             | Benjamin Wade                            | 34                                       | 15 marzo 1851                            | 3 marzo 1869                             |                                                      | 1                                                   | Eletto nel 1851                                                           |
| 10                                       | Repubblicano                             | Benjamin Wade                            | 35                                       | 15 marzo 1851                            | 3 marzo 1869                             | 2                                                    | Rieletto nel 1856                                   |                                                                           |
| 10                                       | Repubblicano                             | Benjamin Wade                            | 36                                       | 15 marzo 1851                            | 3 marzo 1869                             | 2                                                    | Rieletto nel 1856                                   |                                                                           |
| 10                                       | Repubblicano                             | Benjamin Wade                            | 37                                       | 15 marzo 1851                            | 3 marzo 1869                             | 2                                                    | Rieletto nel 1856                                   |                                                                           |
| 10                                       | Repubblicano                             | Benjamin Wade                            | 38                                       | 15 marzo 1851                            | 3 marzo 1869                             | 3                                                    | Rieletto nel 1863 Ha perso la rinomina              |                                                                           |
| 10                                       | Repubblicano                             | Benjamin Wade                            | 39                                       | 15 marzo 1851                            | 3 marzo 1869                             | 3                                                    | Rieletto nel 1863 Ha perso la rinomina              |                                                                           |
| 10                                       | Repubblicano                             | Benjamin Wade                            | 40                                       | 15 marzo 1851                            | 3 marzo 1869                             | 3                                                    | Rieletto nel 1863 Ha perso la rinomina              |                                                                           |
| 11                                       |                                          | Allen G. Thurman                         | Democratico                              | 4 marzo 1869                             | 3 marzo 1881                             | 41                                                   | 1                                                   | Eletto nel 1868                                                           |
| 11                                       | 42                                       | Allen G. Thurman                         | Democratico                              | 4 marzo 1869                             | 3 marzo 1881                             |                                                      | 1                                                   | Eletto nel 1868                                                           |
| 11                                       | 43                                       | Allen G. Thurman                         | Democratico                              | 4 marzo 1869                             | 3 marzo 1881                             |                                                      | 1                                                   | Eletto nel 1868                                                           |
| 11                                       | 44                                       | Allen G. Thurman                         | Democratico                              | 4 marzo 1869                             | 3 marzo 1881                             | 2                                                    | Rieletto nel 1874 Ha perso la rielezione            |                                                                           |
| 11                                       | 45                                       | Allen G. Thurman                         | Democratico                              | 4 marzo 1869                             | 3 marzo 1881                             | 2                                                    | Rieletto nel 1874 Ha perso la rielezione            |                                                                           |
| 11                                       | 46                                       | Allen G. Thurman                         | Democratico                              | 4 marzo 1869                             | 3 marzo 1881                             | 2                                                    | Rieletto nel 1874 Ha perso la rielezione            |                                                                           |
| 12                                       |                                          | John Sherman                             | Repubblicano                             | 4 marzo 1881                             | 4 marzo 1897                             | 47                                                   | 1                                                   | Eletto nel 1881                                                           |
| 12                                       | 48                                       | John Sherman                             | Repubblicano                             | 4 marzo 1881                             | 4 marzo 1897                             |                                                      | 1                                                   | Eletto nel 1881                                                           |
| 12                                       | 49                                       | John Sherman                             | Repubblicano                             | 4 marzo 1881                             | 4 marzo 1897                             |                                                      | 1                                                   | Eletto nel 1881                                                           |
| 12                                       | 50                                       | John Sherman                             | Repubblicano                             | 4 marzo 1881                             | 4 marzo 1897                             | 2                                                    | Rieletto nel 1886                                   |                                                                           |
| 12                                       | 51                                       | John Sherman                             | Repubblicano                             | 4 marzo 1881                             | 4 marzo 1897                             | 2                                                    | Rieletto nel 1886                                   |                                                                           |
| 12                                       | 52                                       | John Sherman                             | Repubblicano                             | 4 marzo 1881                             | 4 marzo 1897                             | 2                                                    | Rieletto nel 1886                                   |                                                                           |
| 12                                       | 53                                       | John Sherman                             | Repubblicano                             | 4 marzo 1881                             | 4 marzo 1897                             | 1⁄2                                                  | Rieletto nel 1892 Dimessosi                         |                                                                           |
| 12                                       | 54                                       | John Sherman                             | Repubblicano                             | 4 marzo 1881                             | 4 marzo 1897                             | 1⁄2                                                  | Rieletto nel 1892 Dimessosi                         |                                                                           |
| 12                                       | 55                                       | John Sherman                             | Repubblicano                             | 4 marzo 1881                             | 4 marzo 1897                             | 1⁄2                                                  | Rieletto nel 1892 Dimessosi                         |                                                                           |
| 13                                       |                                          | Mark Hanna                               | Repubblicano                             | 5 marzo 1897                             | 25 febbraio 1904                         | 1⁄2                                                  | Nominato per terminare il mandato                   |                                                                           |
| 13                                       | 56                                       | Mark Hanna                               | Repubblicano                             | 5 marzo 1897                             | 25 febbraio 1904                         | 1⁄2                                                  | Eletto nel 1898 Deceduto                            |                                                                           |
| 13                                       | 57                                       | Mark Hanna                               | Repubblicano                             | 5 marzo 1897                             | 25 febbraio 1904                         | 1⁄2                                                  | Eletto nel 1898 Deceduto                            |                                                                           |
| 13                                       | 58                                       | Mark Hanna                               | Repubblicano                             | 5 marzo 1897                             | 25 febbraio 1904                         | 1⁄2                                                  | Eletto nel 1898 Deceduto                            |                                                                           |
| Vacante                                  | Vacante                                  | Vacante                                  | Vacante                                  | 25 febbraio 1904                         | 23 marzo 1904                            | 1⁄2                                                  |                                                     |                                                                           |
| 14                                       |                                          | Charles W. F. Dick                       | Repubblicano                             | 23 marzo 1904                            | 3 marzo 1911                             | 1⁄2                                                  | Nominato essendo stato eletto                       |                                                                           |
| 14                                       | 59                                       | Charles W. F. Dick                       | Repubblicano                             | 23 marzo 1904                            | 3 marzo 1911                             | 1                                                    | Eletto nel 1904 Ha perso la rielezione              |                                                                           |
| 14                                       | 60                                       | Charles W. F. Dick                       | Repubblicano                             | 23 marzo 1904                            | 3 marzo 1911                             | 1                                                    | Eletto nel 1904 Ha perso la rielezione              |                                                                           |
| 14                                       | 61                                       | Charles W. F. Dick                       | Repubblicano                             | 23 marzo 1904                            | 3 marzo 1911                             | 1                                                    | Eletto nel 1904 Ha perso la rielezione              |                                                                           |
| 15                                       |                                          | Atlee Pomerene                           | Democratico                              | 4 marzo 1911                             | 3 marzo 1923                             | 62                                                   | 1                                                   | Eletto nel 1911                                                           |
| 15                                       | 63                                       | Atlee Pomerene                           | Democratico                              | 4 marzo 1911                             | 3 marzo 1923                             |                                                      | 1                                                   | Eletto nel 1911                                                           |
| 15                                       | 64                                       | Atlee Pomerene                           | Democratico                              | 4 marzo 1911                             | 3 marzo 1923                             |                                                      | 1                                                   | Eletto nel 1911                                                           |
| 15                                       | 65                                       | Atlee Pomerene                           | Democratico                              | 4 marzo 1911                             | 3 marzo 1923                             | 2                                                    | Rieletto nel 1916 Ha perso la rielezione            |                                                                           |
| 15                                       | 66                                       | Atlee Pomerene                           | Democratico                              | 4 marzo 1911                             | 3 marzo 1923                             | 2                                                    | Rieletto nel 1916 Ha perso la rielezione            |                                                                           |
| 15                                       | 67                                       | Atlee Pomerene                           | Democratico                              | 4 marzo 1911                             | 3 marzo 1923                             | 2                                                    | Rieletto nel 1916 Ha perso la rielezione            |                                                                           |
| 16                                       |                                          | Simeon D. Fess                           | Repubblicano                             | 4 marzo 1923                             | 3 gennaio 1935                           | 68                                                   | 1                                                   | Eletto nel 1922                                                           |
| 16                                       | 69                                       | Simeon D. Fess                           | Repubblicano                             | 4 marzo 1923                             | 3 gennaio 1935                           |                                                      | 1                                                   | Eletto nel 1922                                                           |
| 16                                       | 70                                       | Simeon D. Fess                           | Repubblicano                             | 4 marzo 1923                             | 3 gennaio 1935                           |                                                      | 1                                                   | Eletto nel 1922                                                           |
| 16                                       | 71                                       | Simeon D. Fess                           | Repubblicano                             | 4 marzo 1923                             | 3 gennaio 1935                           | 2                                                    | Rieletto nel 1928 Ha perso la rielezione            |                                                                           |
| 16                                       | 72                                       | Simeon D. Fess                           | Repubblicano                             | 4 marzo 1923                             | 3 gennaio 1935                           | 2                                                    | Rieletto nel 1928 Ha perso la rielezione            |                                                                           |
| 16                                       | 73                                       | Simeon D. Fess                           | Repubblicano                             | 4 marzo 1923                             | 3 gennaio 1935                           | 2                                                    | Rieletto nel 1928 Ha perso la rielezione            |                                                                           |
| 17                                       |                                          | A. Victor Donahey                        | Democratico                              | 3 gennaio 1935                           | 3 gennaio 1941                           | 74                                                   | 1                                                   | Eletto nel 1934 Ritiratosi                                                |
| 17                                       | 75                                       | A. Victor Donahey                        | Democratico                              | 3 gennaio 1935                           | 3 gennaio 1941                           |                                                      | 1                                                   | Eletto nel 1934 Ritiratosi                                                |
| 17                                       | 76                                       | A. Victor Donahey                        | Democratico                              | 3 gennaio 1935                           | 3 gennaio 1941                           |                                                      | 1                                                   | Eletto nel 1934 Ritiratosi                                                |
| 18                                       |                                          | Harold H. Burton                         | Repubblicano                             | 3 gennaio 1941                           | 30 settembre 1945                        | 77                                                   | 1⁄2                                                 | Eletto nel 1940 Nominato giudice della Corte Suprema                      |
| 18                                       | 78                                       | Harold H. Burton                         | Repubblicano                             | 3 gennaio 1941                           | 30 settembre 1945                        |                                                      | 1⁄2                                                 | Eletto nel 1940 Nominato giudice della Corte Suprema                      |
| 18                                       | 79                                       | Harold H. Burton                         | Repubblicano                             | 3 gennaio 1941                           | 30 settembre 1945                        |                                                      | 1⁄2                                                 | Eletto nel 1940 Nominato giudice della Corte Suprema                      |
| Vacante                                  | Vacante                                  | Vacante                                  | Vacante                                  | 30 settembre 1945                        | 8 ottobre 1945                           |                                                      | 1⁄2                                                 |                                                                           |
| 19                                       |                                          | James W. Huffman                         | Democratico                              | 8 ottobre 1945                           | 5 novembre 1946                          | Nominato per continuare il mandato Ritiratosi        | 1⁄2                                                 |                                                                           |
| 20                                       |                                          | Kingsley A. Taft                         | Repubblicano                             | 5 novembre 1946                          | 3 gennaio 1947                           | Eletto per terminare il mandato Ritiratosi           | 1⁄2                                                 |                                                                           |
| 21                                       |                                          | John W. Bricker                          | Repubblicano                             | 3 gennaio 1947                           | 3 gennaio 1959                           | 80                                                   | 1                                                   | Eletto nel 1946                                                           |
| 21                                       | 81                                       | John W. Bricker                          | Repubblicano                             | 3 gennaio 1947                           | 3 gennaio 1959                           |                                                      | 1                                                   | Eletto nel 1946                                                           |
| 21                                       | 82                                       | John W. Bricker                          | Repubblicano                             | 3 gennaio 1947                           | 3 gennaio 1959                           |                                                      | 1                                                   | Eletto nel 1946                                                           |
| 21                                       | 83                                       | John W. Bricker                          | Repubblicano                             | 3 gennaio 1947                           | 3 gennaio 1959                           | 2                                                    | Rieletto nel 1952 Perse la rielezione               |                                                                           |
| 21                                       | 84                                       | John W. Bricker                          | Repubblicano                             | 3 gennaio 1947                           | 3 gennaio 1959                           | 2                                                    | Rieletto nel 1952 Perse la rielezione               |                                                                           |
| 21                                       | 85                                       | John W. Bricker                          | Repubblicano                             | 3 gennaio 1947                           | 3 gennaio 1959                           | 2                                                    | Rieletto nel 1952 Perse la rielezione               |                                                                           |
| 22                                       |                                          | Stephen M. Young                         | Democratico                              | 3 gennaio 1959                           | 3 gennaio 1971                           | 86                                                   | 2                                                   | Eletto nel 1958                                                           |
| 22                                       | 87                                       | Stephen M. Young                         | Democratico                              | 3 gennaio 1959                           | 3 gennaio 1971                           |                                                      | 2                                                   | Eletto nel 1958                                                           |
| 22                                       | 88                                       | Stephen M. Young                         | Democratico                              | 3 gennaio 1959                           | 3 gennaio 1971                           |                                                      | 2                                                   | Eletto nel 1958                                                           |
| 22                                       | 89                                       | Stephen M. Young                         | Democratico                              | 3 gennaio 1959                           | 3 gennaio 1971                           | 1                                                    | Rieletto nel 1964 Ritiratosi                        |                                                                           |
| 22                                       | 90                                       | Stephen M. Young                         | Democratico                              | 3 gennaio 1959                           | 3 gennaio 1971                           | 1                                                    | Rieletto nel 1964 Ritiratosi                        |                                                                           |
| 22                                       | 91                                       | Stephen M. Young                         | Democratico                              | 3 gennaio 1959                           | 3 gennaio 1971                           | 1                                                    | Rieletto nel 1964 Ritiratosi                        |                                                                           |
| 23                                       |                                          | Robert Taft, Jr.                         | Repubblicano                             | 3 gennaio 1971                           | 28 dicembre 1976                         | 92                                                   | 1                                                   | Eletto nel 1970 Perse la rielezione e dimessosi                           |
| 23                                       | 93                                       | Robert Taft, Jr.                         | Repubblicano                             | 3 gennaio 1971                           | 28 dicembre 1976                         |                                                      | 1                                                   | Eletto nel 1970 Perse la rielezione e dimessosi                           |
| 23                                       | 94                                       | Robert Taft, Jr.                         | Repubblicano                             | 3 gennaio 1971                           | 28 dicembre 1976                         |                                                      | 1                                                   | Eletto nel 1970 Perse la rielezione e dimessosi                           |
| 23                                       | Nominato avendo già vinto l'elezione     | Robert Taft, Jr.                         | Repubblicano                             | 3 gennaio 1971                           | 28 dicembre 1976                         |                                                      | 1                                                   |                                                                           |
| 24                                       |                                          | Howard Metzenbaum                        | Democratico                              | 28 dicembre 1976                         | 3 gennaio 1995                           |                                                      | 1                                                   |                                                                           |
| 24                                       | 95                                       | Howard Metzenbaum                        | Democratico                              | 28 dicembre 1976                         | 3 gennaio 1995                           | 1                                                    | Eletto nel 1976                                     |                                                                           |
| 24                                       | 96                                       | Howard Metzenbaum                        | Democratico                              | 28 dicembre 1976                         | 3 gennaio 1995                           | 1                                                    | Eletto nel 1976                                     |                                                                           |
| 24                                       | 97                                       | Howard Metzenbaum                        | Democratico                              | 28 dicembre 1976                         | 3 gennaio 1995                           | 1                                                    | Eletto nel 1976                                     |                                                                           |
| 24                                       | 98                                       | Howard Metzenbaum                        | Democratico                              | 28 dicembre 1976                         | 3 gennaio 1995                           | 2                                                    | Rieletto nel 1982                                   |                                                                           |
| 24                                       | 99                                       | Howard Metzenbaum                        | Democratico                              | 28 dicembre 1976                         | 3 gennaio 1995                           | 2                                                    | Rieletto nel 1982                                   |                                                                           |
| 24                                       | 100                                      | Howard Metzenbaum                        | Democratico                              | 28 dicembre 1976                         | 3 gennaio 1995                           | 2                                                    | Rieletto nel 1982                                   |                                                                           |
| 24                                       | 101                                      | Howard Metzenbaum                        | Democratico                              | 28 dicembre 1976                         | 3 gennaio 1995                           | 3                                                    | Rieletto nel 1988 Ritiratosi                        |                                                                           |
| 24                                       | 102                                      | Howard Metzenbaum                        | Democratico                              | 28 dicembre 1976                         | 3 gennaio 1995                           | 3                                                    | Rieletto nel 1988 Ritiratosi                        |                                                                           |
| 24                                       | 103                                      | Howard Metzenbaum                        | Democratico                              | 28 dicembre 1976                         | 3 gennaio 1995                           | 3                                                    | Rieletto nel 1988 Ritiratosi                        |                                                                           |
| 25                                       |                                          | Mike DeWine                              | Repubblicano                             | 3 gennaio 1995                           | 3 gennaio 2007                           | 104                                                  | 1                                                   | Eletto nel 1994                                                           |
| 25                                       | 105                                      | Mike DeWine                              | Repubblicano                             | 3 gennaio 1995                           | 3 gennaio 2007                           |                                                      | 1                                                   | Eletto nel 1994                                                           |
| 25                                       | 106                                      | Mike DeWine                              | Repubblicano                             | 3 gennaio 1995                           | 3 gennaio 2007                           |                                                      | 1                                                   | Eletto nel 1994                                                           |
| 25                                       | 107                                      | Mike DeWine                              | Repubblicano                             | 3 gennaio 1995                           | 3 gennaio 2007                           | 2                                                    | Rieletto nel 2000 Ha perso la rielezione            |                                                                           |
| 25                                       | 108                                      | Mike DeWine                              | Repubblicano                             | 3 gennaio 1995                           | 3 gennaio 2007                           | 2                                                    | Rieletto nel 2000 Ha perso la rielezione            |                                                                           |
| 25                                       | 109                                      | Mike DeWine                              | Repubblicano                             | 3 gennaio 1995                           | 3 gennaio 2007                           | 2                                                    | Rieletto nel 2000 Ha perso la rielezione            |                                                                           |
| 26                                       |                                          | Sherrod Brown                            | Democratico                              | 3 gennaio 2007                           | in carica                                | 110                                                  | 1                                                   | Eletto nel 2006                                                           |
| 26                                       | 111                                      | Sherrod Brown                            | Democratico                              | 3 gennaio 2007                           | in carica                                |                                                      | 1                                                   | Eletto nel 2006                                                           |
| 26                                       | 112                                      | Sherrod Brown                            | Democratico                              | 3 gennaio 2007                           | in carica                                |                                                      | 1                                                   | Eletto nel 2006                                                           |
| 26                                       | 113                                      | Sherrod Brown                            | Democratico                              | 3 gennaio 2007                           | in carica                                | 2                                                    | Rieletto nel 2012                                   |                                                                           |
| 26                                       | 114                                      | Sherrod Brown                            | Democratico                              | 3 gennaio 2007                           | in carica                                | 2                                                    | Rieletto nel 2012                                   |                                                                           |
| 26                                       | 115                                      | Sherrod Brown                            | Democratico                              | 3 gennaio 2007                           | in carica                                | 2                                                    | Rieletto nel 2012                                   |                                                                           |
| 26                                       | 116                                      | Sherrod Brown                            | Democratico                              | 3 gennaio 2007                           | in carica                                | 3                                                    | Rieletto nel 2018                                   |                                                                           |
| 26                                       | 117                                      | Sherrod Brown                            | Democratico                              | 3 gennaio 2007                           | in carica                                | 3                                                    | Rieletto nel 2018                                   |                                                                           |
| 26                                       | 118                                      | Sherrod Brown                            | Democratico                              | 3 gennaio 2007                           | in carica                                | 3                                                    | Rieletto nel 2018                                   |                                                                           |
| Da determinarsi con le elezioni del 2024 | Da determinarsi con le elezioni del 2024 | Da determinarsi con le elezioni del 2024 | Da determinarsi con le elezioni del 2024 | Da determinarsi con le elezioni del 2024 | Da determinarsi con le elezioni del 2024 | 119                                                  |                                                     |                                                                           |
| Da determinarsi con le elezioni del 2024 | Da determinarsi con le elezioni del 2024 | Da determinarsi con le elezioni del 2024 | Da determinarsi con le elezioni del 2024 | Da determinarsi con le elezioni del 2024 | Da determinarsi con le elezioni del 2024 | 120                                                  |                                                     |                                                                           |
| Da determinarsi con le elezioni del 2024 | Da determinarsi con le elezioni del 2024 | Da determinarsi con le elezioni del 2024 | Da determinarsi con le elezioni del 2024 | Da determinarsi con le elezioni del 2024 | Da determinarsi con le elezioni del 2024 | 121                                                  |                                                     |                                                                           |

### Classe 3
| N.                                       | Foto                                     | Senatore                                 | Partito                                  | Carica                                   | Carica                                   | Congresso                                                        | Mandato                                                        | Elezione                                                         |
| N.                                       | Foto                                     | Senatore                                 | Partito                                  | Inizio                                   | Termine                                  | Congresso                                                        | Mandato                                                        | Elezione                                                         |
| ---------------------------------------- | ---------------------------------------- | ---------------------------------------- | ---------------------------------------- | ---------------------------------------- | ---------------------------------------- | ---------------------------------------------------------------- | -------------------------------------------------------------- | ---------------------------------------------------------------- |
| 1                                        |                                          | Thomas Worthington                       | Democratico- Repubblicano                | 1 aprile 1803                            | 3 marzo 1807                             | 8                                                                | 1                                                              | Eletto all'ammissione Ritiratosi                                 |
| 1                                        | 9                                        | Thomas Worthington                       | Democratico- Repubblicano                | 1 aprile 1803                            | 3 marzo 1807                             |                                                                  | 1                                                              | Eletto all'ammissione Ritiratosi                                 |
| 2                                        |                                          | Edward Tiffin                            | Democratico- Repubblicano                | 4 marzo 1807                             | 3 marzo 1809                             | 10                                                               | 1⁄2                                                            | Rieletto nel 1806                                                |
| Vacante                                  | Vacante                                  | Vacante                                  | Vacante                                  | 4 marzo 1809                             | 18 maggio 1809                           | 11                                                               | 1⁄2                                                            |                                                                  |
| 3                                        |                                          | Stanley Griswold                         | Democratico- Repubblicano                | 18 maggio 1809                           | 11 dicembre 1809                         | 11                                                               | 1⁄2                                                            | Nominato per continuare il mandato Ritiratosi                    |
|                                          |                                          | Alexander Campbell                       | Democratico- Repubblicano                | 11 dicembre 1809                         | 3 marzo 1813                             | 11                                                               | 1⁄2                                                            | Eletto per terminare il mandato Ritiratosi                       |
| 4                                        | 12                                       | Alexander Campbell                       | Democratico- Repubblicano                | 11 dicembre 1809                         | 3 marzo 1813                             |                                                                  | 1⁄2                                                            | Eletto per terminare il mandato Ritiratosi                       |
| 5                                        |                                          | Jeremiah Morrow                          | Democratico- Repubblicano                | 4 marzo 1813                             | 3 marzo 1819                             | 13                                                               | 1                                                              | Eletto nel 1813 Ritiratosi                                       |
| 5                                        | 14                                       | Jeremiah Morrow                          | Democratico- Repubblicano                | 4 marzo 1813                             | 3 marzo 1819                             |                                                                  | 1                                                              | Eletto nel 1813 Ritiratosi                                       |
| 5                                        | 15                                       | Jeremiah Morrow                          | Democratico- Repubblicano                | 4 marzo 1813                             | 3 marzo 1819                             |                                                                  | 1                                                              | Eletto nel 1813 Ritiratosi                                       |
| 6                                        |                                          | William A. Trimble                       | Democratico- Repubblicano                | 4 marzo 1819                             | 13 dicembre 1821                         | 16                                                               | 1⁄2                                                            | Eletto nel 1819 Deceduto                                         |
| 6                                        | 17                                       | William A. Trimble                       | Democratico- Repubblicano                | 4 marzo 1819                             | 13 dicembre 1821                         |                                                                  | 1⁄2                                                            | Eletto nel 1819 Deceduto                                         |
| Vacante                                  | Vacante                                  | Vacante                                  | Vacante                                  | 13 dicembre 1821                         | 3 gennaio 1822                           |                                                                  | 1⁄2                                                            |                                                                  |
| 7                                        |                                          | Ethan Allen Brown                        | Democratico- Repubblicano                | 3 gennaio 1822                           | 3 marzo 1825                             | Eletto per terminare il mandato Ha perso la rielezione           | 1⁄2                                                            |                                                                  |
|                                          | 18                                       | Ethan Allen Brown                        | Democratico- Repubblicano                | 3 gennaio 1822                           | 3 marzo 1825                             | Eletto per terminare il mandato Ha perso la rielezione           | 1⁄2                                                            |                                                                  |
| 8                                        |                                          | William Henry Harrison                   | Anti-Jacksoniano                         | 4 marzo 1825                             | 20 maggio 1828                           | 19                                                               | 1⁄2                                                            | Eletto nel 1825 Dimessosi per diventare ambasciatore in Colombia |
| 8                                        | 20                                       | William Henry Harrison                   | Anti-Jacksoniano                         | 4 marzo 1825                             | 20 maggio 1828                           |                                                                  | 1⁄2                                                            | Eletto nel 1825 Dimessosi per diventare ambasciatore in Colombia |
| Vacante                                  | Vacante                                  | Vacante                                  | Vacante                                  | 20 maggio 1828                           | 10 dicembre 1828                         |                                                                  | 1⁄2                                                            |                                                                  |
|                                          |                                          | Jacob Burnet                             | Anti-Jacksoniano                         | 10 dicembre 1828                         | 3 marzo 1831                             | Eletto per terminare il mandato Ritiratosi                       | 1⁄2                                                            |                                                                  |
| 9                                        | 21                                       | Jacob Burnet                             | Anti-Jacksoniano                         | 10 dicembre 1828                         | 3 marzo 1831                             | Eletto per terminare il mandato Ritiratosi                       | 1⁄2                                                            |                                                                  |
| 10                                       |                                          | Thomas Ewing                             | Anti-Jacksoniano                         | 4 marzo 1831                             | 3 marzo 1837                             | 22                                                               | 1                                                              | Eletto nel 1830 Ha perso la rielezione                           |
| 10                                       | 23                                       | Thomas Ewing                             | Anti-Jacksoniano                         | 4 marzo 1831                             | 3 marzo 1837                             |                                                                  | 1                                                              | Eletto nel 1830 Ha perso la rielezione                           |
| 10                                       | 24                                       | Thomas Ewing                             | Anti-Jacksoniano                         | 4 marzo 1831                             | 3 marzo 1837                             |                                                                  | 1                                                              | Eletto nel 1830 Ha perso la rielezione                           |
| 11                                       |                                          | William Allen                            | Democratico                              | 4 marzo 1837                             | 3 marzo 1849                             | 25                                                               | 1                                                              | Eletto nel 1837                                                  |
| 11                                       | 26                                       | William Allen                            | Democratico                              | 4 marzo 1837                             | 3 marzo 1849                             |                                                                  | 1                                                              | Eletto nel 1837                                                  |
| 11                                       | 27                                       | William Allen                            | Democratico                              | 4 marzo 1837                             | 3 marzo 1849                             |                                                                  | 1                                                              | Eletto nel 1837                                                  |
| 11                                       | 28                                       | William Allen                            | Democratico                              | 4 marzo 1837                             | 3 marzo 1849                             | 2                                                                | Rieletto nel 1842 Ha perso la rielezione                       |                                                                  |
| 11                                       | 29                                       | William Allen                            | Democratico                              | 4 marzo 1837                             | 3 marzo 1849                             | 2                                                                | Rieletto nel 1842 Ha perso la rielezione                       |                                                                  |
| 11                                       | 30                                       | William Allen                            | Democratico                              | 4 marzo 1837                             | 3 marzo 1849                             | 2                                                                | Rieletto nel 1842 Ha perso la rielezione                       |                                                                  |
| 12                                       |                                          | Salmon P. Chase                          | Free Soil                                | 4 marzo 1849                             | 3 marzo 1855                             | 31                                                               | 1                                                              | Eletto nel 1849 Ritiratosi                                       |
| 12                                       | 32                                       | Salmon P. Chase                          | Free Soil                                | 4 marzo 1849                             | 3 marzo 1855                             |                                                                  | 1                                                              | Eletto nel 1849 Ritiratosi                                       |
| 12                                       | 33                                       | Salmon P. Chase                          | Free Soil                                | 4 marzo 1849                             | 3 marzo 1855                             |                                                                  | 1                                                              | Eletto nel 1849 Ritiratosi                                       |
| 13                                       |                                          | George E. Pugh                           | Democratico                              | 4 marzo 1855                             | 3 marzo 1861                             | 34                                                               | 1                                                              | Eletto nel 1854 Ha perso la rielezione                           |
| 13                                       | 35                                       | George E. Pugh                           | Democratico                              | 4 marzo 1855                             | 3 marzo 1861                             |                                                                  | 1                                                              | Eletto nel 1854 Ha perso la rielezione                           |
| 13                                       | 36                                       | George E. Pugh                           | Democratico                              | 4 marzo 1855                             | 3 marzo 1861                             |                                                                  | 1                                                              | Eletto nel 1854 Ha perso la rielezione                           |
| 14                                       |                                          | Salmon P. Chase                          | Repubblicano                             | 4 marzo 1861                             | 6 marzo 1861                             | 37                                                               | 1⁄2                                                            | Eletto nel 1860 Dimessosi per diventare Segretario al Tesoro     |
| Vacante                                  | Vacante                                  | Vacante                                  | Vacante                                  | 6 marzo 1861                             | 21 marzo 1861                            | 37                                                               | 1⁄2                                                            |                                                                  |
|                                          |                                          | John Sherman                             | Repubblicano                             | 21 marzo 1861                            | 8 marzo 1877                             | 37                                                               | 1⁄2                                                            | Eletto per finire il mandato                                     |
| 15                                       | 38                                       | John Sherman                             | Repubblicano                             | 21 marzo 1861                            | 8 marzo 1877                             |                                                                  | 1⁄2                                                            | Eletto per finire il mandato                                     |
| 15                                       | 39                                       | John Sherman                             | Repubblicano                             | 21 marzo 1861                            | 8 marzo 1877                             |                                                                  | 1⁄2                                                            | Eletto per finire il mandato                                     |
| 15                                       | 40                                       | John Sherman                             | Repubblicano                             | 21 marzo 1861                            | 8 marzo 1877                             | 1                                                                | Rieletto nel 1886                                              |                                                                  |
| 15                                       | 41                                       | John Sherman                             | Repubblicano                             | 21 marzo 1861                            | 8 marzo 1877                             | 1                                                                | Rieletto nel 1886                                              |                                                                  |
| 15                                       | 42                                       | John Sherman                             | Repubblicano                             | 21 marzo 1861                            | 8 marzo 1877                             | 1                                                                | Rieletto nel 1886                                              |                                                                  |
| 15                                       | 43                                       | John Sherman                             | Repubblicano                             | 21 marzo 1861                            | 8 marzo 1877                             | 1⁄2                                                              | Rieletto nel 1872 Dimessosi per diventare Segretario al Tesoro |                                                                  |
| 15                                       | 44                                       | John Sherman                             | Repubblicano                             | 21 marzo 1861                            | 8 marzo 1877                             | 1⁄2                                                              | Rieletto nel 1872 Dimessosi per diventare Segretario al Tesoro |                                                                  |
| 15                                       | 45                                       | John Sherman                             | Repubblicano                             | 21 marzo 1861                            | 8 marzo 1877                             | 1⁄2                                                              | Rieletto nel 1872 Dimessosi per diventare Segretario al Tesoro |                                                                  |
| Vacante                                  | Vacante                                  | Vacante                                  | Vacante                                  | 8 marzo 1877                             | 21 marzo 1877                            | 1⁄2                                                              |                                                                |                                                                  |
| 16                                       |                                          | Stanley Matthews                         | Repubblicano                             | 21 marzo 1877                            | 3 marzo 1879                             | 1⁄2                                                              | Eletto per terminare il mandato Ritiratosi                     |                                                                  |
| 17                                       |                                          | George H. Pendleton                      | Democratico                              | 4 marzo 1879                             | 3 marzo 1885                             | 46                                                               | 1                                                              | Eletto nel 1878 Ha perso la rinomina                             |
| 17                                       | 47                                       | George H. Pendleton                      | Democratico                              | 4 marzo 1879                             | 3 marzo 1885                             |                                                                  | 1                                                              | Eletto nel 1878 Ha perso la rinomina                             |
| 17                                       | 48                                       | George H. Pendleton                      | Democratico                              | 4 marzo 1879                             | 3 marzo 1885                             |                                                                  | 1                                                              | Eletto nel 1878 Ha perso la rinomina                             |
| 18                                       |                                          | Henry B. Payne                           | Democratico                              | 4 marzo 1885                             | 3 marzo 1891                             | 49                                                               | 1                                                              | Eletto nel 1884 Ritiratosi                                       |
| 18                                       | 50                                       | Henry B. Payne                           | Democratico                              | 4 marzo 1885                             | 3 marzo 1891                             |                                                                  | 1                                                              | Eletto nel 1884 Ritiratosi                                       |
| 18                                       | 51                                       | Henry B. Payne                           | Democratico                              | 4 marzo 1885                             | 3 marzo 1891                             |                                                                  | 1                                                              | Eletto nel 1884 Ritiratosi                                       |
| 19                                       |                                          | Calvin S. Brice                          | Democratico                              | 4 marzo 1891                             | 3 marzo 1897                             | 52                                                               | 1                                                              | Eletto nel 1890 Ha perso la rielezione                           |
| 19                                       | 53                                       | Calvin S. Brice                          | Democratico                              | 4 marzo 1891                             | 3 marzo 1897                             |                                                                  | 1                                                              | Eletto nel 1890 Ha perso la rielezione                           |
| 19                                       | 54                                       | Calvin S. Brice                          | Democratico                              | 4 marzo 1891                             | 3 marzo 1897                             |                                                                  | 1                                                              | Eletto nel 1890 Ha perso la rielezione                           |
| 20                                       |                                          | Joseph B. Foraker                        | Repubblicano                             | 4 marzo 1897                             | 3 marzo 1909                             | 55                                                               | 1                                                              | Eletto nel 1896                                                  |
| 20                                       | 56                                       | Joseph B. Foraker                        | Repubblicano                             | 4 marzo 1897                             | 3 marzo 1909                             |                                                                  | 1                                                              | Eletto nel 1896                                                  |
| 20                                       | 57                                       | Joseph B. Foraker                        | Repubblicano                             | 4 marzo 1897                             | 3 marzo 1909                             |                                                                  | 1                                                              | Eletto nel 1896                                                  |
| 20                                       | 58                                       | Joseph B. Foraker                        | Repubblicano                             | 4 marzo 1897                             | 3 marzo 1909                             | 2                                                                | Rieletto nel 1902 Ritiratosi                                   |                                                                  |
| 20                                       | 59                                       | Joseph B. Foraker                        | Repubblicano                             | 4 marzo 1897                             | 3 marzo 1909                             | 2                                                                | Rieletto nel 1902 Ritiratosi                                   |                                                                  |
| 20                                       | 60                                       | Joseph B. Foraker                        | Repubblicano                             | 4 marzo 1897                             | 3 marzo 1909                             | 2                                                                | Rieletto nel 1902 Ritiratosi                                   |                                                                  |
| 21                                       |                                          | Theodore E. Burton                       | Repubblicano                             | 4 marzo 1909                             | 3 marzo 1915                             | 61                                                               | 1                                                              | Eletto nel 1909 Ritiratosi                                       |
| 21                                       | 62                                       | Theodore E. Burton                       | Repubblicano                             | 4 marzo 1909                             | 3 marzo 1915                             |                                                                  | 1                                                              | Eletto nel 1909 Ritiratosi                                       |
| 21                                       | 63                                       | Theodore E. Burton                       | Repubblicano                             | 4 marzo 1909                             | 3 marzo 1915                             |                                                                  | 1                                                              | Eletto nel 1909 Ritiratosi                                       |
| 22                                       |                                          | Warren G. Harding                        | Repubblicano                             | 4 marzo 1915                             | 13 gennaio 1921                          | 64                                                               | 1⁄2                                                            | Eletto nel 1914 Dimessosi per diventare Presidente               |
| 22                                       | 65                                       | Warren G. Harding                        | Repubblicano                             | 4 marzo 1915                             | 13 gennaio 1921                          |                                                                  | 1⁄2                                                            | Eletto nel 1914 Dimessosi per diventare Presidente               |
| 22                                       | 66                                       | Warren G. Harding                        | Repubblicano                             | 4 marzo 1915                             | 13 gennaio 1921                          |                                                                  | 1⁄2                                                            | Eletto nel 1914 Dimessosi per diventare Presidente               |
| 23                                       |                                          | Frank B. Willis                          | Repubblicano                             | 14 gennaio 1921                          | 30 marzo 1928                            | Nominato per terminare il mandato                                | 1⁄2                                                            |                                                                  |
| 23                                       | 67                                       | Frank B. Willis                          | Repubblicano                             | 14 gennaio 1921                          | 30 marzo 1928                            | 1                                                                | Eletto nel 1920                                                |                                                                  |
| 23                                       | 68                                       | Frank B. Willis                          | Repubblicano                             | 14 gennaio 1921                          | 30 marzo 1928                            | 1                                                                | Eletto nel 1920                                                |                                                                  |
| 23                                       | 69                                       | Frank B. Willis                          | Repubblicano                             | 14 gennaio 1921                          | 30 marzo 1928                            | 1                                                                | Eletto nel 1920                                                |                                                                  |
| 23                                       | 70                                       | Frank B. Willis                          | Repubblicano                             | 14 gennaio 1921                          | 30 marzo 1928                            | 1⁄2                                                              | Rieletto nel 1926 Deceduto                                     |                                                                  |
| Vacante                                  | Vacante                                  | Vacante                                  | Vacante                                  | 30 marzo 1928                            | 5 aprile 1928                            | 1⁄2                                                              |                                                                |                                                                  |
| 24                                       | 70                                       |                                          | Cyrus Locher                             | Democratico                              | 5 aprile 1928                            | 1⁄2                                                              | 15 dicembre 1928                                               | Nominato per continuare il mandato Ha perso la nomina            |
|                                          | 70                                       |                                          | Theodore E. Burton                       | Repubblicano                             | 15 dicembre 1928                         | 1⁄2                                                              | 28 ottobre 1929                                                | Eletto per terminare il mandato Deceduto                         |
| 25                                       | 71                                       |                                          | Theodore E. Burton                       | Repubblicano                             | 15 dicembre 1928                         | 1⁄2                                                              | 28 ottobre 1929                                                | Eletto per terminare il mandato Deceduto                         |
| Vacante                                  | Vacante                                  | Vacante                                  | Vacante                                  | 28 ottobre 1929                          | 5 novembre 1929                          | 1⁄2                                                              |                                                                |                                                                  |
| 26                                       | 71                                       |                                          | Roscoe C. McCulloch                      | Repubblicano                             | 5 novembre 1929                          | 1⁄2                                                              | 30 novembre 1930                                               | Nominati per continuare il mandato Ha perso l'elezione           |
|                                          | 71                                       |                                          | Robert J. Bulkley                        | Democratico                              | 1 dicembre 1930                          | 1⁄2                                                              | 3 gennaio 1939                                                 | Eletto per terminare il mandato                                  |
| 27                                       | 72                                       |                                          | Robert J. Bulkley                        | Democratico                              | 1 dicembre 1930                          | 1⁄2                                                              | 3 gennaio 1939                                                 | Eletto per terminare il mandato                                  |
| 27                                       | 73                                       | 1                                        | Robert J. Bulkley                        | Democratico                              | 1 dicembre 1930                          | Rieletto nel 1932 Ha perso la rielezione                         | 3 gennaio 1939                                                 |                                                                  |
| 27                                       | 74                                       | 1                                        | Robert J. Bulkley                        | Democratico                              | 1 dicembre 1930                          | Rieletto nel 1932 Ha perso la rielezione                         | 3 gennaio 1939                                                 |                                                                  |
| 27                                       | 75                                       | 1                                        | Robert J. Bulkley                        | Democratico                              | 1 dicembre 1930                          | Rieletto nel 1932 Ha perso la rielezione                         | 3 gennaio 1939                                                 |                                                                  |
| 28                                       |                                          | Robert Alphonso Taft                     | Repubblicano                             | 3 gennaio 1939                           | 31 luglio 1953                           | 76                                                               | 1                                                              | Eletto nel 1938                                                  |
| 28                                       | 77                                       | Robert Alphonso Taft                     | Repubblicano                             | 3 gennaio 1939                           | 31 luglio 1953                           |                                                                  | 1                                                              | Eletto nel 1938                                                  |
| 28                                       | 78                                       | Robert Alphonso Taft                     | Repubblicano                             | 3 gennaio 1939                           | 31 luglio 1953                           |                                                                  | 1                                                              | Eletto nel 1938                                                  |
| 28                                       | 79                                       | Robert Alphonso Taft                     | Repubblicano                             | 3 gennaio 1939                           | 31 luglio 1953                           | 2                                                                | Rieletto nel 1944                                              |                                                                  |
| 28                                       | 80                                       | Robert Alphonso Taft                     | Repubblicano                             | 3 gennaio 1939                           | 31 luglio 1953                           | 2                                                                | Rieletto nel 1944                                              |                                                                  |
| 28                                       | 81                                       | Robert Alphonso Taft                     | Repubblicano                             | 3 gennaio 1939                           | 31 luglio 1953                           | 2                                                                | Rieletto nel 1944                                              |                                                                  |
| 28                                       | 82                                       | Robert Alphonso Taft                     | Repubblicano                             | 3 gennaio 1939                           | 31 luglio 1953                           | 1⁄2                                                              | Rieletto nel 1950 Deceduto                                     |                                                                  |
| 28                                       | 83                                       | Robert Alphonso Taft                     | Repubblicano                             | 3 gennaio 1939                           | 31 luglio 1953                           | 1⁄2                                                              | Rieletto nel 1950 Deceduto                                     |                                                                  |
| Vacante                                  | Vacante                                  | Vacante                                  | Vacante                                  | 31 luglio 1953                           | 10 novembre 1953                         | 1⁄2                                                              |                                                                |                                                                  |
| 29                                       |                                          | Thomas A. Burke                          | Democratico                              | 10 novembre 1953                         | 2 dicembre 1954                          | 1⁄2                                                              | Nominato per continuare il mandato Ha perso l'elezione         |                                                                  |
| Vacante                                  | Vacante                                  | Vacante                                  | Vacante                                  | 2 dicembre 1954                          | 16 dicembre 1954                         | 1⁄2                                                              |                                                                |                                                                  |
|                                          |                                          | George H. Bender                         | Repubblicano                             | 16 dicembre 1954                         | 3 gennaio 1957                           | 1⁄2                                                              | Eletto per terminare il mandato Ha perso il mandato            |                                                                  |
| 30                                       | 84                                       | George H. Bender                         | Repubblicano                             | 16 dicembre 1954                         | 3 gennaio 1957                           | 1⁄2                                                              | Eletto per terminare il mandato Ha perso il mandato            |                                                                  |
| 31                                       |                                          | Frank J. Lausche                         | Democratico                              | 3 gennaio 1957                           | 3 gennaio 1969                           | 85                                                               | 1                                                              | Eletto nel 1956                                                  |
| 31                                       | 86                                       | Frank J. Lausche                         | Democratico                              | 3 gennaio 1957                           | 3 gennaio 1969                           |                                                                  | 1                                                              | Eletto nel 1956                                                  |
| 31                                       | 87                                       | Frank J. Lausche                         | Democratico                              | 3 gennaio 1957                           | 3 gennaio 1969                           |                                                                  | 1                                                              | Eletto nel 1956                                                  |
| 31                                       | 88                                       | Frank J. Lausche                         | Democratico                              | 3 gennaio 1957                           | 3 gennaio 1969                           | 2                                                                | Eletto nel 1962 Perso la rielezione                            |                                                                  |
| 31                                       | 89                                       | Frank J. Lausche                         | Democratico                              | 3 gennaio 1957                           | 3 gennaio 1969                           | 2                                                                | Eletto nel 1962 Perso la rielezione                            |                                                                  |
| 31                                       | 90                                       | Frank J. Lausche                         | Democratico                              | 3 gennaio 1957                           | 3 gennaio 1969                           | 2                                                                | Eletto nel 1962 Perso la rielezione                            |                                                                  |
| 32                                       |                                          | William B. Saxbe                         | Repubblicano                             | 3 gennaio 1969                           | 4 gennaio 1974                           | 91                                                               | 1⁄2                                                            | Eletto nel 1968 Dimessosi per diventare Procuratore generale     |
| 32                                       | 92                                       | William B. Saxbe                         | Repubblicano                             | 3 gennaio 1969                           | 4 gennaio 1974                           |                                                                  | 1⁄2                                                            | Eletto nel 1968 Dimessosi per diventare Procuratore generale     |
| 32                                       | 93                                       | William B. Saxbe                         | Repubblicano                             | 3 gennaio 1969                           | 4 gennaio 1974                           |                                                                  | 1⁄2                                                            | Eletto nel 1968 Dimessosi per diventare Procuratore generale     |
| 33                                       |                                          | Howard Metzenbaum                        | Democratico                              | 4 gennaio 1974                           | 23 dicembre 1974                         | Nominato per terminare il mandato Ha perso la nomina e dimessosi | 1⁄2                                                            |                                                                  |
| 34                                       |                                          | John Glenn                               | Democratico                              | 23 dicembre 1974                         | 3 gennaio 1999                           | Nominato avendo già vinto le elezioni                            | 1⁄2                                                            |                                                                  |
| 34                                       | 94                                       | John Glenn                               | Democratico                              | 23 dicembre 1974                         | 3 gennaio 1999                           | 1                                                                | Eletto nel 1974                                                |                                                                  |
| 34                                       | 95                                       | John Glenn                               | Democratico                              | 23 dicembre 1974                         | 3 gennaio 1999                           | 1                                                                | Eletto nel 1974                                                |                                                                  |
| 34                                       | 96                                       | John Glenn                               | Democratico                              | 23 dicembre 1974                         | 3 gennaio 1999                           | 1                                                                | Eletto nel 1974                                                |                                                                  |
| 34                                       | 97                                       | John Glenn                               | Democratico                              | 23 dicembre 1974                         | 3 gennaio 1999                           | 2                                                                | Rieletto nel 1980                                              |                                                                  |
| 34                                       | 98                                       | John Glenn                               | Democratico                              | 23 dicembre 1974                         | 3 gennaio 1999                           | 2                                                                | Rieletto nel 1980                                              |                                                                  |
| 34                                       | 99                                       | John Glenn                               | Democratico                              | 23 dicembre 1974                         | 3 gennaio 1999                           | 2                                                                | Rieletto nel 1980                                              |                                                                  |
| 34                                       | 100                                      | John Glenn                               | Democratico                              | 23 dicembre 1974                         | 3 gennaio 1999                           | 3                                                                | Rieletto nel 1986                                              |                                                                  |
| 34                                       | 101                                      | John Glenn                               | Democratico                              | 23 dicembre 1974                         | 3 gennaio 1999                           | 3                                                                | Rieletto nel 1986                                              |                                                                  |
| 34                                       | 102                                      | John Glenn                               | Democratico                              | 23 dicembre 1974                         | 3 gennaio 1999                           | 3                                                                | Rieletto nel 1986                                              |                                                                  |
| 34                                       | 103                                      | John Glenn                               | Democratico                              | 23 dicembre 1974                         | 3 gennaio 1999                           | 4                                                                | Rieletto nel 1992 Ritiratosi                                   |                                                                  |
| 34                                       | 104                                      | John Glenn                               | Democratico                              | 23 dicembre 1974                         | 3 gennaio 1999                           | 4                                                                | Rieletto nel 1992 Ritiratosi                                   |                                                                  |
| 34                                       | 105                                      | John Glenn                               | Democratico                              | 23 dicembre 1974                         | 3 gennaio 1999                           | 4                                                                | Rieletto nel 1992 Ritiratosi                                   |                                                                  |
| 35                                       |                                          | George Voinovich                         | Repubblicano                             | 3 gennaio 1999                           | 3 gennaio 2011                           | 106                                                              | 1                                                              | Eletto nel 1998                                                  |
| 35                                       | 107                                      | George Voinovich                         | Repubblicano                             | 3 gennaio 1999                           | 3 gennaio 2011                           |                                                                  | 1                                                              | Eletto nel 1998                                                  |
| 35                                       | 108                                      | George Voinovich                         | Repubblicano                             | 3 gennaio 1999                           | 3 gennaio 2011                           |                                                                  | 1                                                              | Eletto nel 1998                                                  |
| 35                                       | 109                                      | George Voinovich                         | Repubblicano                             | 3 gennaio 1999                           | 3 gennaio 2011                           | 2                                                                | Rieletto nel 2004 Ritiratosi                                   |                                                                  |
| 35                                       | 110                                      | George Voinovich                         | Repubblicano                             | 3 gennaio 1999                           | 3 gennaio 2011                           | 2                                                                | Rieletto nel 2004 Ritiratosi                                   |                                                                  |
| 35                                       | 111                                      | George Voinovich                         | Repubblicano                             | 3 gennaio 1999                           | 3 gennaio 2011                           | 2                                                                | Rieletto nel 2004 Ritiratosi                                   |                                                                  |
| 36                                       |                                          | Rob Portman                              | Repubblicano                             | 3 gennaio 2011                           | 3 gennaio 2023                           | 112                                                              | 1                                                              | Eletto nel 2010                                                  |
| 36                                       | 113                                      | Rob Portman                              | Repubblicano                             | 3 gennaio 2011                           | 3 gennaio 2023                           |                                                                  | 1                                                              | Eletto nel 2010                                                  |
| 36                                       | 114                                      | Rob Portman                              | Repubblicano                             | 3 gennaio 2011                           | 3 gennaio 2023                           |                                                                  | 1                                                              | Eletto nel 2010                                                  |
| 36                                       | 115                                      | Rob Portman                              | Repubblicano                             | 3 gennaio 2011                           | 3 gennaio 2023                           | 2                                                                | Rieletto nel 2016 Ritiratosi                                   |                                                                  |
| 36                                       | 116                                      | Rob Portman                              | Repubblicano                             | 3 gennaio 2011                           | 3 gennaio 2023                           | 2                                                                | Rieletto nel 2016 Ritiratosi                                   |                                                                  |
| 36                                       | 117                                      | Rob Portman                              | Repubblicano                             | 3 gennaio 2011                           | 3 gennaio 2023                           | 2                                                                | Rieletto nel 2016 Ritiratosi                                   |                                                                  |
| 37                                       |                                          | J. D. Vance                              | Repubblicano                             | 3 gennaio 2023                           | in carica                                | 118                                                              | 1                                                              | Eletto nel 2022                                                  |
| 37                                       | 119                                      | J. D. Vance                              | Repubblicano                             | 3 gennaio 2023                           | in carica                                |                                                                  | 1                                                              | Eletto nel 2022                                                  |
| 37                                       | 120                                      | J. D. Vance                              | Repubblicano                             | 3 gennaio 2023                           | in carica                                |                                                                  | 1                                                              | Eletto nel 2022                                                  |
| Da determinarsi con le elezioni del 2028 | Da determinarsi con le elezioni del 2028 | Da determinarsi con le elezioni del 2028 | Da determinarsi con le elezioni del 2028 | Da determinarsi con le elezioni del 2028 | Da determinarsi con le elezioni del 2028 | 121                                                              |                                                                |                                                                  |
| Da determinarsi con le elezioni del 2028 | Da determinarsi con le elezioni del 2028 | Da determinarsi con le elezioni del 2028 | Da determinarsi con le elezioni del 2028 | Da determinarsi con le elezioni del 2028 | Da determinarsi con le elezioni del 2028 | 122                                                              |                                                                |                                                                  |
| Da determinarsi con le elezioni del 2028 | Da determinarsi con le elezioni del 2028 | Da determinarsi con le elezioni del 2028 | Da determinarsi con le elezioni del 2028 | Da determinarsi con le elezioni del 2028 | Da determinarsi con le elezioni del 2028 | 123                                                              |                                                                |                                                                  |